# Liste der Kulturdenkmäler in Weißenborn
Die folgende Liste enthält die in der Denkmaltopographie ausgewiesenen Kulturdenkmäler auf dem Gebiet des Ortsteils Weißenborn der Gemeinde Ottrau, Schwalm-Eder-Kreis, Hessen.
Hinweis: Die Reihenfolge der Denkmäler in dieser Liste orientiert sich an der Anschrift, alternativ ist sie auch nach der Bezeichnung oder der Bauzeit sortierbar.
Kulturdenkmäler werden fortlaufend im Denkmalverzeichnis des Landes Hessen durch das Landesamt für Denkmalpflege Hessen auf Basis des Hessischen Denkmalschutzgesetzes (HDSchG) geführt. Die Schutzwürdigkeit eines Kulturdenkmals hängt nicht von der Eintragung in das Denkmalverzeichnis des Landes Hessen oder der Veröffentlichung in der Denkmaltopographie ab.

| Bild            | Bezeichnung                               | Lage                                                      | Beschreibung | Bauzeit                | Daten |
| --------------- | ----------------------------------------- | --------------------------------------------------------- | ------------ | ---------------------- | ----- |
| Bild gesucht BW | Ehemaliges Gemeindebackhaus               | Weißenborn, Am Kalkberg 12 LageFlur: 1, Flurstück: 119    |              |                        |       |
| Bild gesucht BW | Fachwerkwohnhaus Am Kalkberg 14           | Weißenborn, Am Kalkberg 14 LageFlur: 1, Flurstück: 20     |              |                        |       |
| Bild gesucht BW | Wohnwirtschaftsgebäude Am Weidenbrunnen 3 | Weißenborn, Am Weidenbrunnen 3 LageFlur: 1, Flurstück: 17 |              |                        |       |
| Bild gesucht BW | Evangelische Filialkirche                 | Weißenborn, An der Kirche 5 LageFlur: 1, Flurstück: 49/2  |              | frühes 13. Jahrhundert |       |
| Bild gesucht BW | Fachwerkhaus Lindenstraße 4               | Weißenborn, Lindenstraße 4 LageFlur: 1, Flurstück: 55     |              | 1803                   |       |
| Bild gesucht BW | Erntennenhaus Schulweg 2                  | Weißenborn, Schulweg 2 LageFlur: 1, Flurstück: 191        |              | um 1800                |       |
| Bild gesucht BW | Wohnwirtschaftsgebäude Sehräcker 10       | Weißenborn, Sehräcker 10 LageFlur: 1, Flurstück: 101      |              | spätes 19. Jahrhundert |       |
| Bild gesucht BW | Fachwerkhaus Sehräcker 15                 | Weißenborn, Sehräcker 15 LageFlur: 1, Flurstück: 59/1     |              | um 1800                |       |
| Bild gesucht BW | Wohnhaus Sehräcker 18                     | Weißenborn, Sehräcker 18 LageFlur: 1, Flurstück: 71       |              | spätes 18. Jahrhundert |       |